# Vrouw van Zweeloo

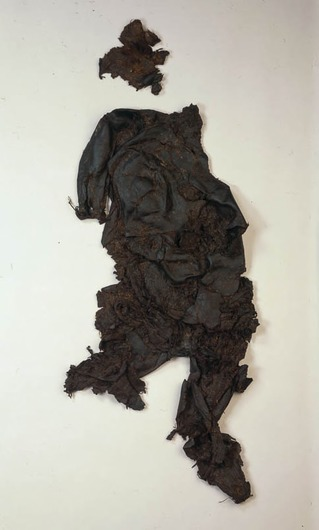
Vrouw van Zweeloo

De zogenoemde Vrouw van Zweeloo is een veenlijk uit de Nederlandse ijzertijd dat in 1951 in het Grebbeveen bij het Drentsche dorp Zweeloo  werd gevonden. Het lichaam kon worden gedateerd; het stamt uit de Romeinse ijzertijd en wordt ook wel het veenlijk van het Grebbeveen genoemd.
Van dit veenlijk zijn behalve de schedel vrijwel alle botten en een groot gedeelte van de huid bewaard gebleven. Snelle conservering in een bad vol glycerol in het Laboratorium voor Anatomie en Embryologie in Groningen zorgde ervoor dat de huid van het veenlijk bijzonder soepel is gebleven en niet is verdroogd.
De vrouw van Zweeloo was klein van gestalte; ze was 1,55 meter lang. Het lichaam valt op door de extreem korte onderarmen en onderbenen, waarschijnlijk het gevolg van een ziekte. Opvallend veel veenlijken vertonen een vergelijkbare anatomische afwijking. Onderzoek in 2013 liet zien dat de vrouw aan artritis en een parasitaire infectie met leverbot leed. Zij werd ook gekenmerkt door extreme haargroei.